# Rocca di Botte
Rocca di Botte ist eine italienische Gemeinde (comune) in der Provinz L’Aquila in den Abruzzen. Die Gemeinde zählt (Stand 31. Dezember 2023) 855 Einwohner und liegt etwa 44,5 Kilometer südwestlich von L’Aquila, gehört zur Comunità montana Marsica 1 und grenzt unmittelbar an die Metropolitanstadt Rom (Latium).